# Grendel (polski zespół muzyczny)
Grendel – polski zespół grający rock progresywny, założony w 2005 roku, w Białogardzie. W listopadzie 2009 roku grupa zawiesiła działalność.

## Historia
Zespół został założony w 2005 roku, w Białogardzie. Swój debiutancki album „The Helpless” wydał trzy lata później. W 2009 utwór „December” znalazł się na świątecznej składance „Progressive Rock Christmas”. W tym samym roku grupa postanowiła zawieśić działalność.
W maju 2011 Sebastian Kowgier oraz Wojciech Biliński na bazie grupy Grendel, powołali do życia zespół Grendel 96.
W 2012 ukazało się wznowienie albumu, które prócz podstawowych utworów, zostało wzbogacone o kompozycję „December”.

## Skład zespołu
- Sebastian Kowgier – wokal, gitary
- Wojciech Biliński – perkusja
- Urszula Świder – instrumenty klawiszowe
- Cezary Świder – gitara basowa

## Dyskografia
- The Helpless (2008)
- Progressive Rock Christmas (składanka) – utwór „Grendel” (2009)[5]